# Prix de l'Union européenne pour les femmes innovatrices
Le prix de l'Union européenne pour les femmes innovatrices (European Prize for Women Innovators) est un prix scientifique fondé en 2011 et décerné par la commission européenne dans le cadre du programme Horizon 2020. Il récompense des femmes ayant fondé ou cofondé une entreprise et ayant commercialisé un produit innovant grâce à l'aide de financements européens dans le domaine de la recherche et de l'innovation. Des juges provenant du milieu académique et du monde des affaires sélectionnent trois lauréates qui se voient attribuer un prix. Il y a deux catégories de prix :
- Women Innovators : 3 prix de 100 000 € chacun pour les mieux classées
- Rising Innovators, pour les innovatrices ayant moins de 35 ans : 3 prix de 50 000 € chacun pour les mieux classées[1]

## Lauréates

### 2022

#### Catégorie "Women Innovators"
- 1er prix : Ninna Granucci, France, cofondatrice et présidente de Green Spot Technologies, une entreprise qui produit des ingrédients alimentaires visant à recycler les déchets[2].
- 2e prix : Rocío Arroyo (Espagne), cofondatrice et PDG d'AMADIX, une société qui propose des solutions de médecine personnalisée pour le diagnostic du cancer.
- 3e prix : Ciara Clancy (Irlande), fondatrice et PDG de Beats Medical, une société qui développe des thérapies numériques pour aider à gérer et à comprendre les maladies neurologiques et les maladies rares.

#### Catégorie "Rising Innovators"
- Niamh Donnelly (Irlande), cofondatrice et directrice de la recherche d'Akara Robotics, une entreprise qui développe des solutions robotiques destinées à la désinfection des chambres d'hôpital.
- Iva Gumnishka (Bulgarie), fondatrice et directrice générale de Humans in the Loop, une entreprise sociale qui relie les communautés impactées par des conflits aux possibilités de travail en ligne.
- Mehak Mumtaz (Portugal), cofondatrice et directrice de l'exploitation d'iLoF, une entreprise qui développe une plateforme d'IA qui permettrait d'accélérer la découverte et le développement de médicaments personnalisés[3].

### 2021
- 1er prix : Rebecca Saive, Allemagne
- 2e prix : Mathilde Jakobsen, Danemark
- 3e prix : Daphne Haim Langford, Israël
- jeune talent : Ailbhe Keane et Ailbhe Keane, Irlande
- Mention spéciale pour leur accomplissement: 
  - Asude Altıntaş, Turquie
  - Livia Ng, Royaume-Uni

### 2020
- 1er prix : Madiha Derouazi, Suisse
- 2e prix : Maria Fatima Lucas, Portugal
- 3e prix : Arancha Martinez, Espagne
- jeune talent : Josefien Groot, Pays-Bas
- Mention spéciale pour leur accomplissement: 
  - Cécile Real, France
  - Ailbhe Keane, Irlande
  - Rebecca Saive, Allemagne

### 2019
- 1er prix : Irina Borodina, Lithuanie
- 2e prix : Martine Caroff, France
- 3e prix : Shimrit Perkol-Finkel, Israël
- jeune talent : Michela Puddu, Italie

### 2018
- 1er prix : Gabriella Colucci, Italie
- 2e prix : Alicia Asín Pérez, Espagne
- 3e prix : Walburga Fröhlich, Autriche
- jeune talent : Karen Dolva, Norvège

### 2017
- 1er prix : Michela Magas, « fondatrice de Stromatolite, un laboratoire pour l'innovation dans la conception établi au Royaume-Uni, avec un studio en Suède, à l'origine d'une nouvelle génération de boîtes à outils permettant l'innovation dans les domaines de l'incubation et des technologies créatives ».
- 2e prix : Petra Wadström (sv), « cette Suédoise a fondé l'entreprise Solvatten (en), qui produit un dispositif portable d'épuration et de chauffage d'eau alimenté par l'énergie solaire ».
- 3e prix : Claudia Gärtner, « cette Allemande a fondé l'entreprise microfluidic ChipShop, qui fournit des 'laboratoires sur puce', solutions miniaturisées pour de meilleurs diagnostics ».
- jeune talent : Kristina Tsvetanova, « cette Bulgare est PDG et cofondatrice de la société autrichienne BLITAB Technology, qui a produit la première tablette pour utilisateurs aveugles, appelée BLITAB »[4].

### 2016
- 1er prix : Susana Sargento, Portugal
- 2e prix : Sirpa Jalkanen (en), Finlande
- 3e prix : Sarah Bourke, Irlande[5]

### 2014
- 1er prix : Saskia Biskup (de), Allemagne « a cofondé CeGaT GmbH en 2009. Mme Biskup a été la première à découvrir les variations du gène LRRK2 (en), un gène impliqué dans la maladie de Parkinson. Son travail s’articule autour du développement de nouveaux marqueurs biologiques afin de permettre la prévision de maladies neurodégénératives ».
- 2e prix : Laura van 't Veer (en), Pays-Bas, « biologiste moléculaire cofondatrice et directrice de recherche d'Agendia NV. Elle a inventé le MammaPrint, un test de diagnostic permettant de prévoir le risque de récidive chez les patientes atteintes d’un cancer du sein ».
- 3e prix : Ana Maiques (en), Espagne, « PDG et fondatrice de Starlab, une entreprise de premier plan dans le domaine de la recherche et de l’innovation, spécialisée dans le secteur spatial et les neurosciences et dont le siège se situe à Barcelone »[6].

### 2011
- 1er prix : Gitte Neubauer, Allemagne
- 2e prix : Fabienne Hermitte, France
- 3e prix : Ilaria Rosso, Italie